# Два квитки на Бродвей
«Два квитки на Бродвей» (англ. «Two Tickets to Broadway») — американський мюзикл 1951 року. Режисер — Джеймс В. Керн. У головних ролях — Тоні Мартін і Джанет Лі.

## Сюжет
До Нью-Йорка на автобусі мандрують Ненсі Петерсон, Ханна Холбрук та Джойс Петерсон. Дівчата сварять свого агента Лью Конвея, який задіяв їх у виставі в Вермонті, який провалився після трьох днів.  По дорозі Ненсі знайомиться із співаком Деном Картером, який по прибутті в Нью-Йорк, запрошує її на прогулянку. Згодом вони отримують запрошення на телебачення. Подальші дні молодих людей будуть зайняті репетиціями перед теледебютом. Та чи вдасться їм злагоджено виступити на шоу Боба Кросбі?

## У ролях
- Тоні Мартін — Ден Картер
- Джанет Лі — Ненсі Петерсон
- Глорія ДеХевен — Ханна Холбрук
- Едді Брекен — Лью Конвей
- Енн Міллер — Джойс Кемпбелл
- Барбара Лоуренс — Си Еф Роджерс
- Боб Кросбі — грає сам себе
- Чарльз Дейл — Лео
- Тейлор Холмс — Віллард Ґлендон